# Ingolf Schneider
Ingo „Inge“ Schneider (* 28. November 1964 in Cottbus) ist ein ehemaliger deutscher Fußballspieler im Mittelfeld.

## Karriere
Schneider begann seine Karriere beim BSG Energie Cottbus, wo er bis 1985 spielte. Anschließend lief er drei Jahre für Vorwärts Frankfurt/Oder auf. Dort wurde Schneider 38 Mal in der DDR-Oberliga eingesetzt und erzielte zwei Tore. 1988 kam er wieder zurück nach Cottbus und absolvierte für die BSG 29 Oberliga-Spiele mit drei Toren. 1990 erfolgte ein kurzer Aufenthalt bei der BSG Chemie Guben. Danach kehrte er zurück zum FC Energie Cottbus, wo er noch elf Mal in der Oberliga eingesetzt wurde und zweimal traf. 1991 verpflichte der 1. FC Union Berlin Schneider. Danach wechselte er noch einmal zum FC Energie Cottbus. Diesmal blieb er fünf Jahre. Während dieser Zeit wurde er mit dem FC Energie in der Saison 1996/97 Meister der Regionalliga Nordost und stieg in die 2. Fußball-Bundesliga auf. Mit Cottbus erreichte er außerdem beim DFB-Pokal 1996/97 das Finale gegen den VfB Stuttgart. Nach dem Aufstieg 1997 wechselte er zurück zum 1. FC Union Berlin, wo er in 46 Spielen eingesetzt wurde und dabei drei Tore erzielte. Abschließend spielte er noch in der zweiten Mannschaft beim 1. FC Union Berlin bis 2004.
2006 wurde Schneider für sein kinderfreundliches Engagement durch den Bürgermeister des Bezirkes Treptow-Köpenick Klaus Ulbricht mit dem Blauen Herzen auf der Abteibrücke ausgezeichnet.